# Гольдман, Пьер
Пьер Гольдма́н (фр. Pierre Goldman, 22 июня 1944, Лион — 20 сентября 1979, Париж) — французский революционер-интернационалист и левый интеллектуал еврейского происхождения. Брат Жан-Жака Гольдмана.

## Биография
Член движения молодых коммунистов и Союза коммунистических студентов. В 1968 году отправился в Венесуэлу, где принял участие в партизанском движении. 
Вернувшись в 1969 году во Францию, совершил несколько ограблений. Был обвинен в ограблении аптеки Фармачи, мастерской по производству модной одежды и социального агента.
11 декабря 1974 года осужден на пожизненное заключение за ограбление аптеки 19 декабря 1969 года в Париже, в ходе которого было убито двое фармацевтов. Свою причастность к этим событиям Пьер Гольдман отрицал.
В результате начавшейся кампании по разоблачению неправомерных действий в рамках следствия и процедурных нарушений дело было пересмотрено и апелляционный суд приговорил Пьера Гольдмана к двенадцати годам тюрьмы. Однако на повторном процессе в 1976 году Гольдман был уже полностью оправдан, а его приговор отменён. После освобождения работал журналистом для левых изданий «Les Temps modernes» и «Libération».
20 сентября 1979 году убит членами ультраправого «эскадрона смерти» в Париже. В день убийства родился его сын Мануэль. На похоронах Пьера Гольдмана присутствовало 15 тысяч человек.

## Киновоплощения
- 2011 — Гольдман / Goldman (реж. Кристоф Блан) — Самюэль Беншетри
- 2023 — Суд над Гольдманом / Le procès Goldman (реж. Седрик Кан) — Арье Вортальтер